# Adaptationnisme

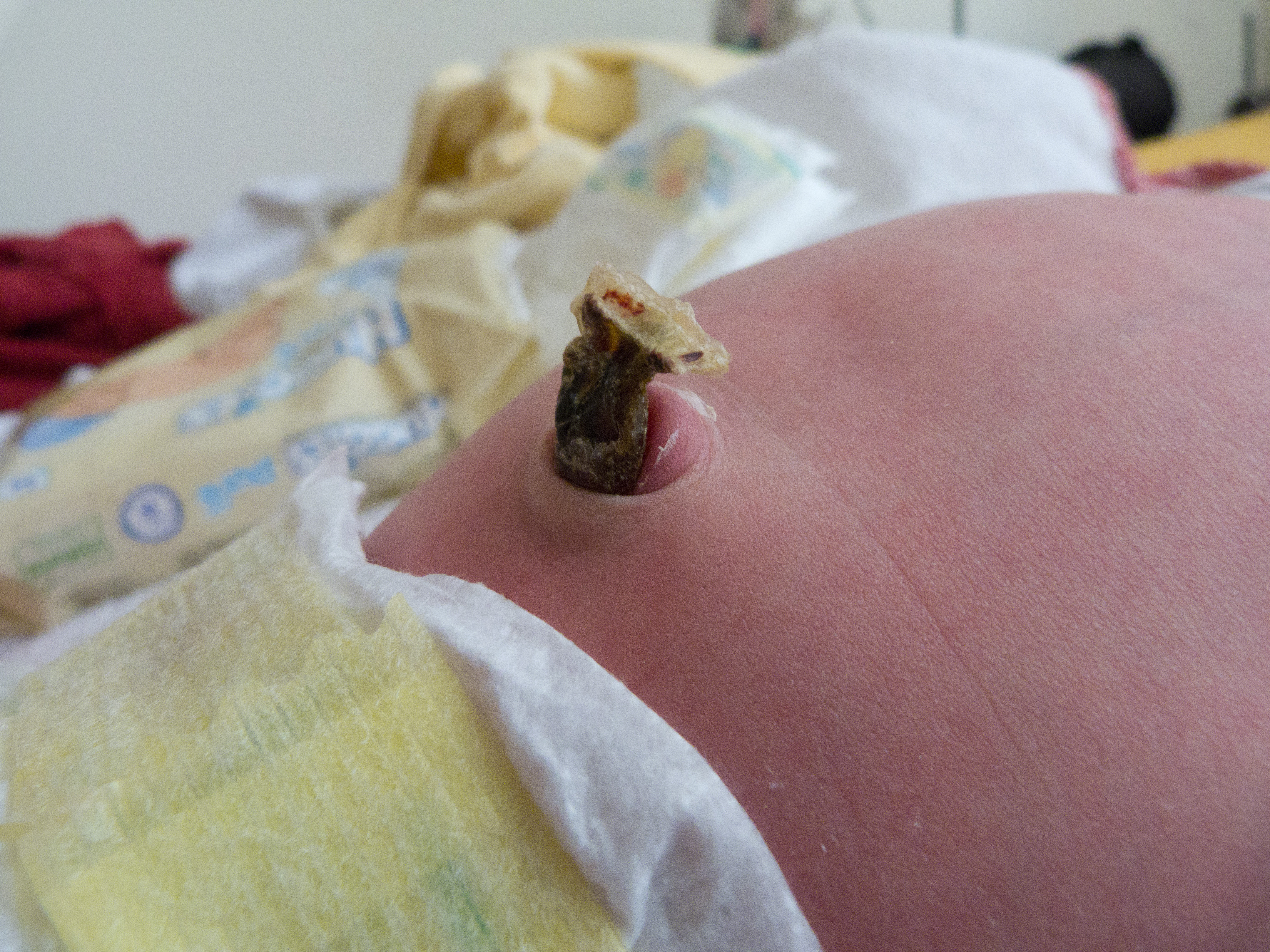
Le nombril n'a pas de fonction adaptative, mais est un simple produit dérivé du cordon ombilical qui, lui, a comme fonction adaptative d'assurer la circulation du sang entre le placenta et le fœtus, afin d'apporter à ce dernier l'oxygène et les nutriments.

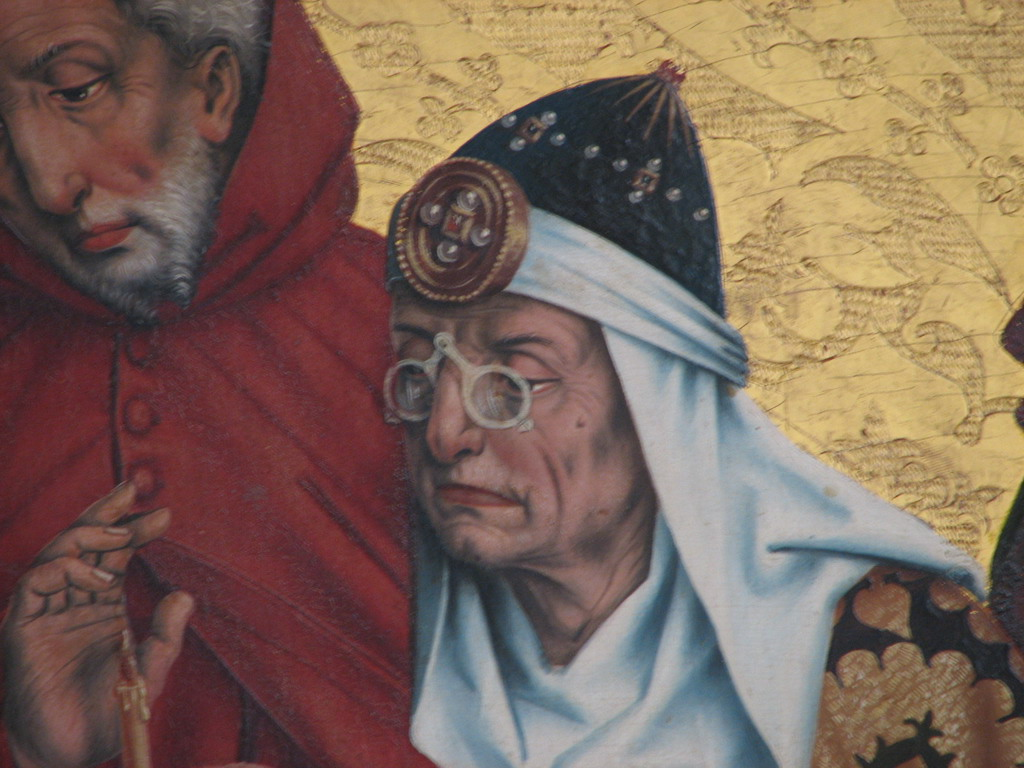
« Besicles clouantes » au Moyen Âge (1466). Le nez n'est pas apparu pour porter les lunettes, contrairement au paradigme adaptationniste panglossien, du personnage dans le Candide de Voltaire,.

L'adaptationnisme est une vision de l'évolution qui insiste sur le fait que les traits des espèces vivantes sont principalement le résultat d'une adaptation aux pressions de sélection. Les visions opposées à cette école issue de la théorie synthétique de l'évolution sont le structuralisme (en) (rôle des contraintes morphologiques, souligné par les travaux de l'école de « constructionmorphologie » d'Adolf Seilacher, et exaptations) et le neutralisme (rôle de la dérive génétique).

## Controverses
La perfection de l'adaptation des décors des pendentifs de la basilique Saint-Marc de Venise à leur configuration architecturale a servi en 1978 d'argument par l'absurde à Stephen Jay Gould et Richard C. Lewontin pour critiquer l'école de pensée adaptationniste, qui prévalait à cette époque en biologie de l'évolution : ces pendentifs n'existent pas en fonction des images qu'ils supportent mais répondent à une contrainte architecturale.
La vision adaptationniste de l'évolution a fait l'objet d'intenses controverses scientifiques, en particulier dans des domaines comme la psychologie évolutionniste. Elle a notamment été critiquée par des biologistes comme Stephen Jay Gould et Richard C. Lewontin qui ont souligné l'importance des contraintes développementales dans la formation des traits biologiques. Selon leur article, « l'adaptationnisme procède en deux étapes : 1) l'atomisation de l'organisme en traits, chacun d'eux étant décrit comme une structure conçue de manière optimale, par la sélection naturelle, pour remplir sa « fonction » ; 2) chaque trait n'apparaissant pas, en fait, comme parfaitement adapté à sa fonction, l'adaptationniste explique que tout organisme est le meilleur compromis possible entre les différentes exigences environnementales auxquelles il est soumis. »
Les tenants du paradigme adaptationniste ont mis en avant certains phénomènes comme les convergences évolutives ou les coévolutions adaptatives pour minorer l'importance de ces contraintes ou le rôle du hasard face à la force de la sélection naturelle.

## Aujourd'hui
Le débat est aujourd'hui moins vif et ne porte plus sur « l'importance de la sélection naturelle, celle-ci demeurant décisive, mais seulement sur le caractère absolu du déterminisme sélectif et du principe (corrélatif) d'adaptationnisme, tels qu'ils furent utilisés dans le cadre traditionnel de la théorie synthétique de l'évolution, ou tels qu'ils devraient l'être dans le cadre d'une vision plus large et plus ouverte, faisant leur part aux autres aspects de la causalité évolutive. »